# Sete de Setembro
Sete de Setembro é um município brasileiro do estado do Rio Grande do Sul.
Localiza-se à latitude 28°07'52" sul e à longitude 54°27'48" oeste, com altitude de 273 metros. Sua população estimada em 2004 era de 2 212 habitantes.
O nome homenageia a Independência do Brasil, proclamada em 7 de setembro de 1822.

## História
A primeira escola da comunidade foi construída em 1942 e inaugurada em 7 de setembro do mesmo ano. O fundador da vila, Henrique Shildt, era muito patriota e, por isso, solicitou que a vila fosse nomeada como Sete de Setembro.

### Formação administrativa
Sete de Setembro tornou-se distrito de Santo Ângelo pela Lei Municipal nº 47, de 30 de dezembro de 1955. Com a criação do município de Guarani das Missões pela Lei Estadual nº 3699 de 31 de janeiro de 1959, o distrito de Sete de Setembro ficou subordinado ao novo município a partir de 1º de julho de 1960. Pela Lei Estadual nº 10659, de 28 de dezembro de 1995, o distrito foi elevado à categoria de município, desmembrando-se de Guarani das Missões em 1º de janeiro de 1997.